# Casemate du Nord-Ouest d'Achen
La casemate du Nord-Ouest d'Achen est une casemate d'intervalle CORF de la ligne Maginot, située sur la commune d'Achen, dans le département de la Moselle.

## Position sur la ligne
Faisant partie du sous-secteur de Kalhausen dans le secteur fortifié de la Sarre, la casemate du Nord-Ouest d'Achen, portant l'indicatif NOA, est intégrée à la « ligne principale de résistance » entre l'ouvrage du Haut-Poirier (O 220) à l'ouest et la casemate Nord d'Achen (NA) à l'est.
La casemate est implantée juste derrière une courte ligne de crête, sur la cote 318, dominée à l'ouest par le Haut Poirier (cote 340) et surplombant la petite vallée de la Sattelbach et du ruisseau d'Achen (qui descend jusqu'à environ 240 à 250 m), où se trouve la casemate du Nord d'Achen. Le versant oriental était lui protégé par les cinq petits blocs du pont d'appui du Fuerst (à mi-pente) et la casemate du Nord-Est d'Achen (cote 310). Le développement du village d'Achen vers le nord, dans la vallée, s'est faite ultérieurement.

## Description
C'est une casemate double du modèle « nouveaux fronts », dont l'armement principal devait tirer en flanquement le long de la ligne, vers l'ouest-nord-ouest et vers l'est-nord-est. Elle est donc équipée côté ouest par un créneaux de tir cuirassé sous béton, pour un jumelage de mitrailleuses (qui peut être remplacé par un antichar de 47 mm : JM/AC 47), complété au-dessus par une cloche pour arme mixte (cloche AM : un antichar de 25 mm couplé à un jumelage de mitrailleuses). Quant au côté est, on y trouve deux créneaux de tir, l'un pour JM/AC 47, l'autre uniquement pour JM.
La protection rapprochée était confiée à trois petits créneaux pour fusil-mitrailleurs, avec en toiture deux « cloches pour guetteur et fusil-mitrailleur » (cloches GFM modèle B). En cas de combat de nuit, la casemate est équipée de deux projecteurs de 250 watts de puissance installés dans des niches blindées, l'une braquée vers l'ouest-nord-ouest, l'autre vers l'est-sud-est.
L'étage inférieur, en sous-sol, abrite un groupe électrogène et le système de ventilation et de filtrage (en cas d'alerte au gaz).

## Histoire
Le 20 juin 1940, la 262e division d'infanterie allemande du général Theißen déploie ses unités sur les arrières du secteur fortifié de la Sarre, donc au sud de l'ouvrage du Haut-Poirier et des casemates d'Achen. Le 21 juin, après une préparation d'artillerie, le 462e régiment d'infanterie allemand attaque les casemates à l'est du Haut-Poirier, mais il est repoussé par les canons de 75 mm du bloc 5 du Simserhof (qui sont à limite de portée). Au soir, le Haut-Poirier (dont le bloc 3 a été perforé par un obus de 15 cm) et les cinq casemates de Wittring, du Grand-Bois, d'Achen Nord-Ouest, d'Achen Nord et d'Achen Nord-Est se rendent.

## État actuel
Le béton de la façade a été pilonné par les canons allemands à forte vitesse initiale pendant les combats de juin 1940, finissant par percer les créneaux.